# Розваги (фільм)
Розваги (фр. Les Distractions) — французька кримінальна кінодрама 1960 року, знята Жаком Дюпоном, з Жаном-Полем Бельмондо у головній ролі.

## Сюжет
За однойменним романом Жана Бассана. Історія про чоловічу дружбу, яка розпочалася ще під час воєнних дій в Алжирі. Під час мирного життя доля на деякий час їх розлучає. Незабаром Поль (Жан-Поль Бельмондо), який став фоторепортером, допомагає Лорану (Клод Брассер), який розшукується за вбивство.

## У ролях
- Жан-Поль Бельмондо — Поль Фрап'є, фоторепортер
- Александра Стюарт — Віра
- Сільва Кошина — Арабелла
- Клод Брассер — Лоран Порте
- Єва Дам'єн — Дані
- Мірей Дарк — Майя
- Ів Бренвіль — комісар поліції
- Раймон Пеліссьє — другорядна роль
- Саді Реббо — фотограф
- Коррадо Гвардуччі — другорядна роль
- Жорж Юбер — другорядна роль
- Лінда Сіні — другорядна роль
- Жак Жуанно — Максім
- Ноемі Бар-Ор — другорядна роль
- Арік Бар-Ор — другорядна роль
- Рене Дюшато — другорядна роль
- Ів Бюскай — другорядна роль
- Луїзетт Руссо — другорядна роль
- Віржині Мерлен — другорядна роль
- Клод Шаброль — гість на вечірці
- Аннетта Вадим — гостя на вечірці

## Знімальна група
- Режисер — Жак Дюпон
- Сценаристи — Жан Бассан, Роже Рібадо-Дюма, Жак Дюпон, П'єр-Андре Бутан
- Оператор — Мішель Флюр, Жан-Жак Рошю
- Композитор — Рішар Корню
- Продюсери — Робер Шабер, Люсьєн Массон, Роже Рібадо-Дюма